# Isaac Cofie
Isaac Cofie (Accra, 1991. április 5. –) ghánai labdarúgó, az olasz Genoa középpályása.

## Pályafutása

### A válogatottban
2012-ben mutatkozott be a ghánai válogatottban.

## Sikerei, díjai
Sivasspor
- Török kupa: 2021–22